# Djebel Amour
Djebel Amour är ett berg i Algeriet.   Det ligger i provinsen Laghouat, i den norra delen av landet, 300 km söder om huvudstaden Alger. Toppen på Djebel Amour är 1 498 meter över havet.
Terrängen runt Djebel Amour är varierad. Runt Djebel Amour är det glesbefolkat, med 13 invånare per kvadratkilometer. Närmaste större samhälle är Aflou, 15,7 km nordost om Djebel Amour. Omgivningarna runt Djebel Amour är i huvudsak ett öppet busklandskap.